# 와타라세 계곡 철도
와타라세 계곡 철도(일본어: わたらせ渓谷鐵道)는 일본의 제3섹터 철도 사업자다. 군마현과 도치기현의 특정지방교통선 아시오선을 계승한 철도선인 와타라세 계곡선을 운영한다. 통칭은 와테쓰(일본어: わ鐵)이며, 와타케이(일본어: わた渓)라고도 불린다.

## 노선
- 와타라세 계곡선 (기류역 - 마토역)